# Klebsiella indica
Klebsiella indica es una bacteria gramnegativa del género Klebsiella. Fue descrita en el año 2020. Su etimología hace referencia a India. Es inmóvil. Tiene un tamaño de 0,7-0,9 μm de ancho por 2-3 μm de largo. Forma colonias circulares y traslúcidas en agar TSA. La temperatura óptima de crecimiento son 28 °C y un pH de 7. Catalasa ligeramente positiva y oxidasa negativa. Es sensible a la mayoría de antibióticos, incluyendo ampicilina, amoxicilina/ácido clavulánico, cefotaxima, cotrimoxazol, gentamicina, tobramicina, cefoxitina, cefalotina, ciprofloxacino, ceftazidima, cefepime, ceftriaxona, meropenem, tobramicina, moxifloxacino, levofloxacino, imipenem, cloranfenicol, tetraciclina, estreptomicina y cefuroxima. Se aisló de la superficie de un tomate en India.  